# Carpatair
A Carpatair é uma companhia aérea regional  da Roménia, baseada em Timisoara. Opera voos domésticos e internacionais regulares na Europa. O seu hub fica no Aeroporto Internacional de Traian Vuia

## História
A Carpatair foi fundada em 1999, começando a operar em Fevereiro de 1999, em Cluj-Napoca. Criada inicialmente com a designação de Veg Air, iniciou a sua operação com um Yakovlev Yak-40 da Moldavian Airlines. O nome actual foi adoptado em Dezembro de 1999, depois de ter sido adquirida, em 49%, por investidores suecos e suiços; os restantes 51% são detidos por accionistas romenos. Possui 450 funcionários (2007).

## Frota

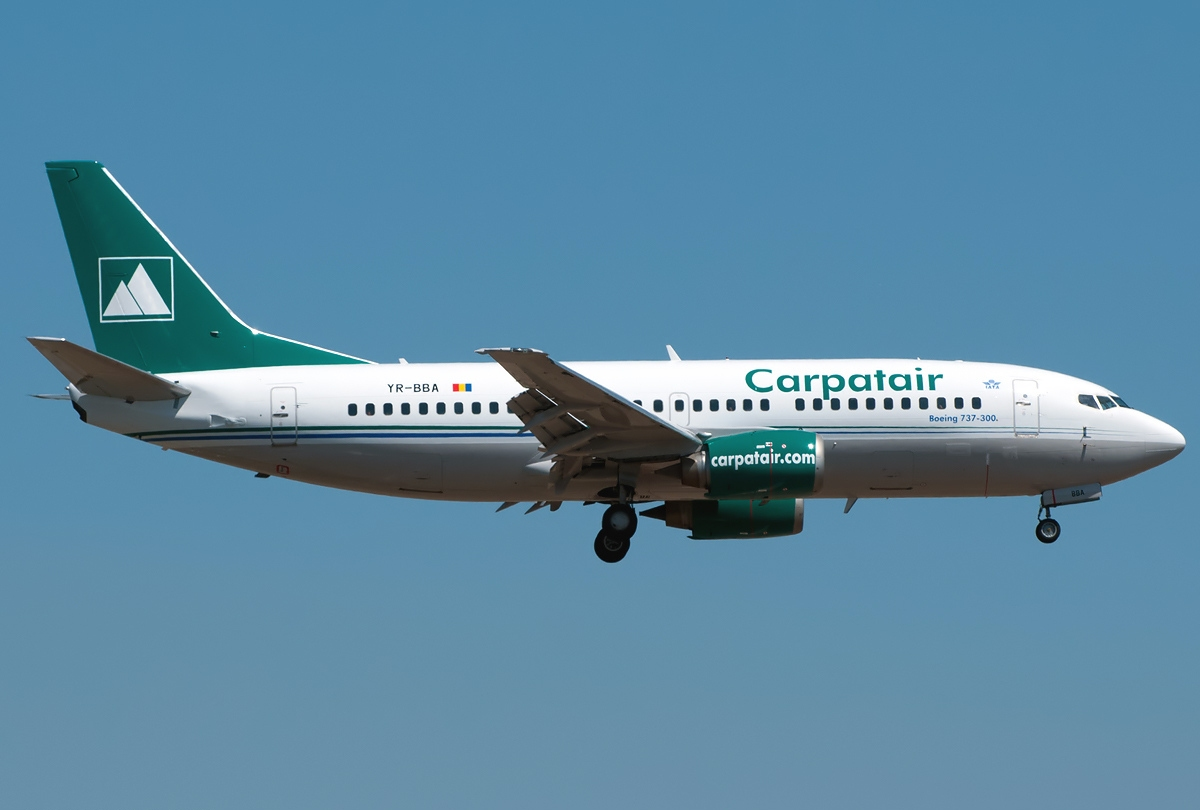
Boeing 737 da Carpatair.

(Outubro de 2013)
- 3 Fokker 100
- 1 Boeing 737-300